# Adoretus bicolor
Adoretus bicolor är en skalbaggsart som beskrevs av Brenske 1893. Adoretus bicolor ingår i släktet Adoretus och familjen Rutelidae. Inga underarter finns listade i Catalogue of Life.